# الرومانية الكاثوليكية في كوريا الجنوبية

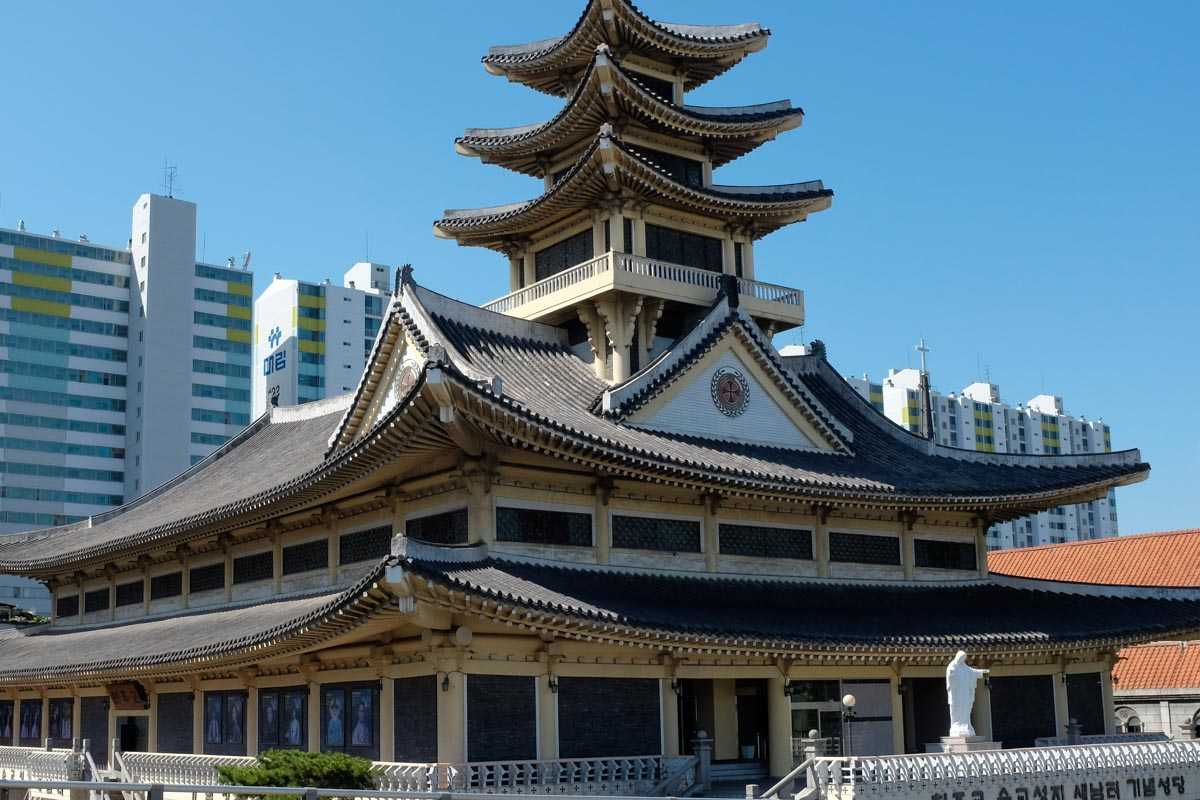
ضريح سولمو الكاثوليكي في مدينة دانغجين.

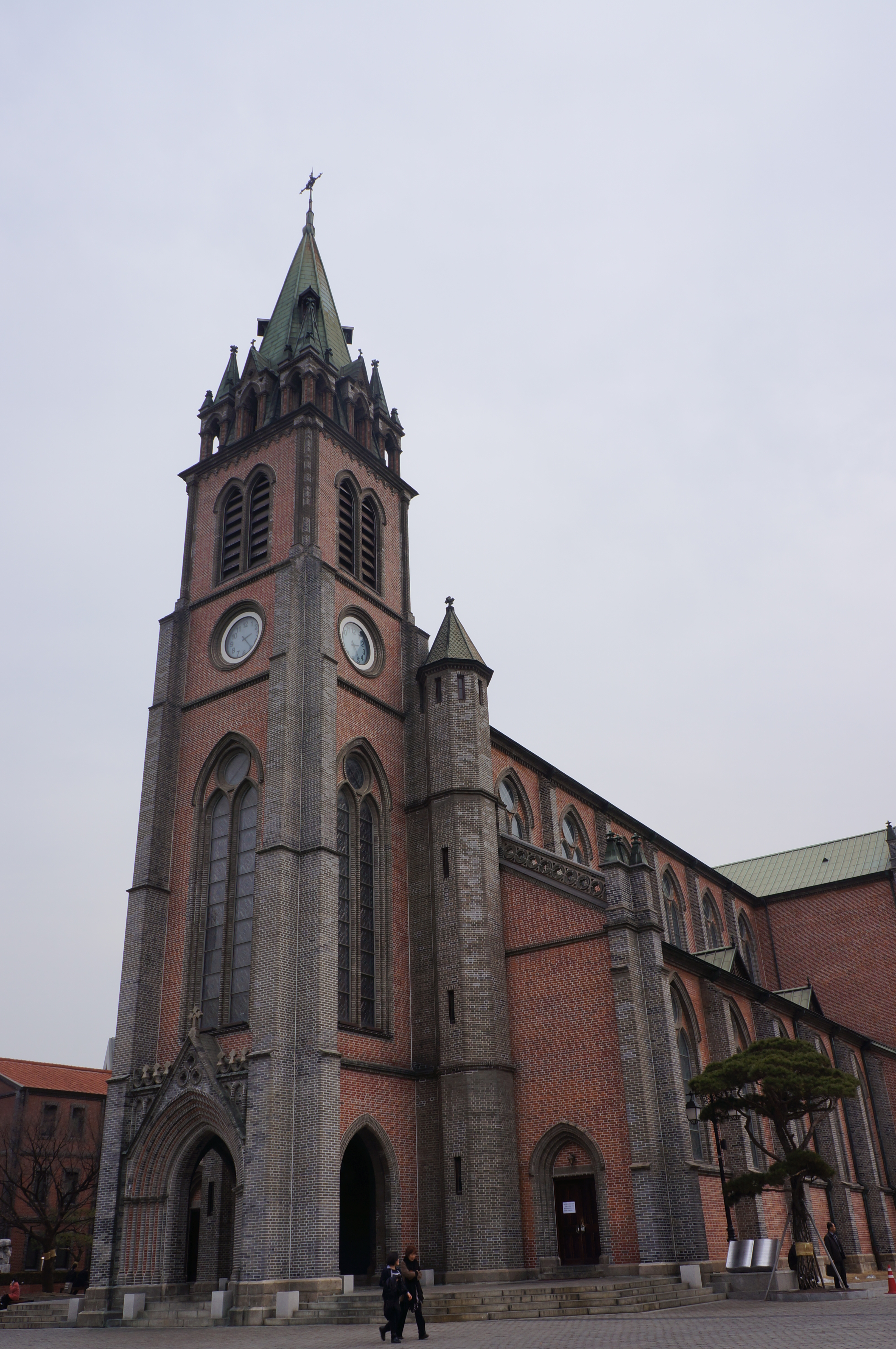
كاتدرائية سيدة الحبل بلا دنس في سول التي تعدّ مقر مطران سول وهو أعلى رتبة كاثوليكية في البلاد

الكنيسة الكاثوليكية الكورية هي جزء من الكنيسة الكاثوليكية العالمية في ظل القيادة الروحية للبابا في روما ومجلس الأساقفة الكوري. وفقًا لتعداد السكان عام 2015 حوالي 7.9% من سكان كوريا الجنوبية من الكاثوليك أي حوالي 3.8 مليون شخص. وشهدت الكنيسة الكاثوليكية في كوريا الجنوبية نمواً ملحوظاً في السنوات الأخيرة، حيث زادت نسبة أعضائها بنسبة 7.9% من السكان إلى 11%، وفي نهاية عام 2017 كان هناك 5.8 مليون كاثوليكي في كوريا الجنوبية أي 11.0% من السكان. وفي عام 2017، نمت الكنيسة بنسبة 1.3%، مع أكثر من 75,000 متحول للمذهب الكاثوليكي. ويتوزع كاثوليك البلاد على خمسة عشرة أبرشيَّة وثلاثة أسقفيات؛ وتملك الكنيسة الكاثوليكية الكورية حوالي سبعة وعشرين مستشفى، وحوالي خمسة عشرة دار تمرض، وحوالي 220 روضة أطفال، وحوالي 652 مدرسة أحد، وحوالي سبعة مدارس ابتدائية، وحوالي خمسة وستين إعدادية وثانوية، وحوالي عشرة مدارس للتعليم المهني وتسعة جامعات كاثوليكية.
في عام 2014، نمت الكنيسة بنسبة 2.2% حيث تحول أكثر من 98,000 كوري للمذهب الكاثوليكي. وتأتي كوريا الجنوبية كثاني أكبر الدول الآسيويَّة التي تضم أكبر أعداد من الكاثوليك بعد الفلبين. وفي عام 2005 ضمت البلاد 1,400 رعية يخدمها حوالي 3,200 كاهن. لم يتم تقسيم التسلسل الكاثوليكي في كوريا قط بين الجنوب والشمال، بنفس الطريقة التي لم ينقسم فيها التسلسل الهرمي الكاثوليكي في ألمانيا بين الشرق والغرب أو في أيرلندا بين الحدود التي تم إنشاؤها بشكل مصطنع. على سبيل المثال، تقع بعض أجزاء إقليمية من أبرشية سيئول في كوريا الشمالية. ومع ذلك، منذ الانقسام السياسي لكوريا في عام 1945، اختلف تطور ونمو الكاثوليكية في الشمال والجنوب.
دخلت الكاثوليكية إلى كوريا في القرن السابع عشر الميلادي عندما انتشرت نسخ الأعمال الدينية التي كتبها القس الكاثوليكي «ماتيو ريتشى» من عاصمة الصين بكين إلى كوريا حيث كانت مكتوبة باللغة الصينية وذلك خلال الرحلة السنوية الرسمية الكورية لإمبراطور الصين. وكانت هذه الكتب تحتوى العقائد الدينية وأخر ما وصلت إليه العلوم في الغرب مثل الساعة الشمسية وغيرها من الأمور التي جذبت انتباه علماء مملكة «جو سون» خاصة علماء مذهب التعليم العلمي سيل هاك. وبحلول القرن الثامن عشر الميلادي، اعتنق العديد من هؤلاء العلماء وأسرهم الكاثوليكية. إلا أنه لم يستطيع أحد من القساوسة دخول كوريا حتى عام 1785. وذلك عندما قام الأب بيتر جرامونت بعبور الحدود وبدأ في نشر الكاثوليكية بين الكوريين. وأخذ عدد الكاثوليك في الإزدياد على رغم من أن التبشير بديانة أجنبية في أراضى كوريا كان أمراً ممنوعاً من الناحية القانونية. فضلاً عن العقاب القاسي تجاه ذلك. وفي عام 1863 كان في كوريا حوالي 23 ألف كاثوليكي يرأسهم 12 قسًا. ومع تولى داى وان كون أب ولي العهد العرش في عام 1863، اشتد اضطهاده للكاثوليك واستمر هذا الوضع حتى عام 1876، عندما أجبرت كوريا على توقيع عدد من الاتفاقيات مع الدول الغربية. وفي عام 1925، تم تكريم 79 شهيداً كوريًا استشهدوا أثناء اضطهاد مملكة «جو سون»، وذلك في كنيسة القديس بطرس بروما العاصمة الإيطالية، كما كرم 24 كوريًا بنفس الطريقة في عام 1968.